# Hus-Haus-Linie

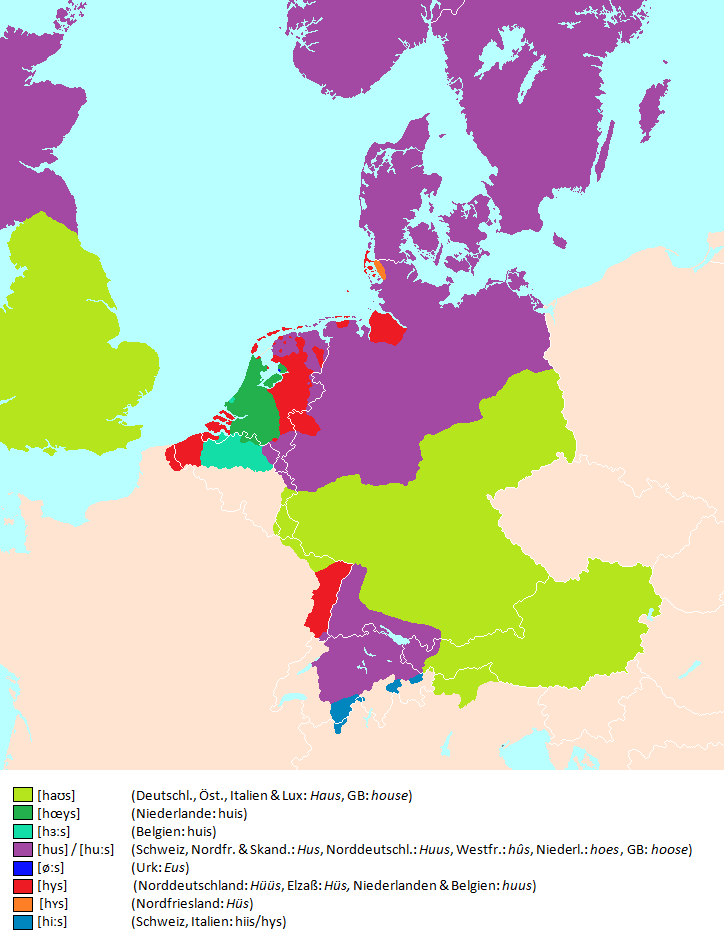
Die Variation der Aussprache des Wortes „Haus“ in den Germanischen Varietäten.

Die Hus-Haus-Linie ist eine Isoglosse (Grenze zwischen zwei Ausprägungen eines sprachlichen Merkmals) im westgermanischen Dialektkontinuum. Sie trennt mehrere Gebiete unterschiedlicher Dialekte voneinander, so zum Beispiel das Schwäbische vom Niederalemannischen in Baden-Württemberg oder das Niederalemannische im Elsass bzw. Lothringische vom Pfälzischen. Südlich und westlich der Linie sagt man im Dialekt Hus oder Huus, und auf der anderen Seite benutzt man das standarddeutsche Haus.
Der ungefähre Verlauf dieser Linie wird durch die Städte Wertach – Isny – Ravensburg – Tuttlingen – Villingen-Schwenningen – Freudenstadt – Pforzheim – Ettlingen – Weißenburg markiert. Zwischen der Donau- und der Neckarquelle stößt diese Linie auf die mähet-mähe(n)-Linie.
Im Norden gibt es eine entsprechende Linie von Eupen (Belgien) über Fulda, Göttingen, Berlin bis Frankfurt (Oder). Das Hus-Gebiet geht weiter bis nach Skandinavien und Schottland.